# Agustín Pavó
Agustín Pavó Santos (* 28. Mai 1962 in Santiago de Cuba) ist ein ehemaliger kubanischer Sprinter, der sich auf den 400-Meter-Lauf spezialisiert hatte.

## Leben
In seinem 14. Lebensjahr siedelte Pavó aus seiner Geburtsstadt Santiago de Cuba auf die Isla de la Juventud über. Sein Lieblingssport war Fußball, er wurde aufgrund seiner körperlichen Eigenschaften aber für die Leichtathletik ausgewählt. Obwohl er seinen Schulunterricht nicht an der Sportförderschule (EIDE) der Insel erhielt, ermöglichte ihm 1980 ein dortiger Trainer, nachmittags am Training an der EIDE teilzunehmen. Nachdem er seine ersten Wettkampferfolge erzielt hatte, kam er 1981 für wenige Monate ans nationale Sportinternat (ESPA) in Havanna, bevor er mit nur 19 Jahren in die Senioren-Nationalmannschaft aufgenommen wurde.

## Sportliche Erfolge
Bei den Zentralamerika- und Karibikspielen 1982 in Havanna gewann er Silber über 400 Meter und Gold mit der 4-mal-400-Meter-Staffel mit Alberto Juantorena als Schlussläufer.
Seinen größten sportlichen Erfolg feierte Pavó bei den Leichtathletik-Weltmeisterschaften 1987 in Rom, als er gemeinsam mit Leandro Peñalver, Lázaro Martínez und Roberto Hernández die Bronzemedaille in der 4-mal-400-Meter-Staffel gewann. 
In nationalen Rekordzeit von 2:59,16 min musste sich das kubanische Quartett nur dem US-amerikanischen Team um Butch Reynolds (2:57,29 min) und der Staffel Großbritanniens um Roger Black (2:58,86 min) geschlagen geben. 
Pavó gewann zudem mit Héctor Herrera, Jorge Valentín und Martínez die Goldmedaille in der 4-mal-400-Meter-Staffel bei den Panamerikanischen Spielen 1991 in Havanna. Bei den im selben Jahr stattfindenden Weltmeisterschaften in Tokio belegte das kubanische Quartett in der gleichen Besetzung im Finale in 3:05,33 Minuten den achten Rang.
Die Olympischen Spiele 1984 und 1988 verpasste er wegen des von der kubanischen Regierung verfügten Boykotts, an den Spielen 1992 konnte er wegen einer Verletzung nicht teilnehmen. Kurz darauf zog er sich vom aktiven Leistungssport zurück. Seit dem Ende seiner Karriere arbeitet er als Lehrer an der Sportförderschule der Isla de la Juventud.